# 齊田竜也
齊田 竜也（さいた たつや、男性、1974年1月27日 - ）は、日本の元アマチュアボクサー。現在はワールドスポーツボクシングジムの会長を務めている。

## 来歴
東京都足立区生まれ。駿台学園高校、法政大学とアマチュアボクシングで活躍した。1993年に国体ライトフライ級優勝、1994年に全日本ライトフライ級優勝、アマチュアタイトル二冠を獲得した。1995年のアトランタオリンピックアジア予選では3位となる。その後、法大の先輩の高橋美徳会長経営の国際ボクシングスポーツジムでトレーナーとなり、プロトレーナーライセンスを取得。2005年に独立しワールドスポーツボクシングジム設立した。
また、実家は包装資材メーカーである三洋紙業を営んでいる。

## 戦績
- アマチュアボクシング：127戦108勝19敗40KO、RSC